# Candidplatz (metrostation)
Candidplatz is een metrostation in de wijk Untergiesing van de Duitse stad München. Het station werd geopend op 8 november 1997 en wordt bediend door lijn U1 van de metro van München.